# Bernardino Ramazzini

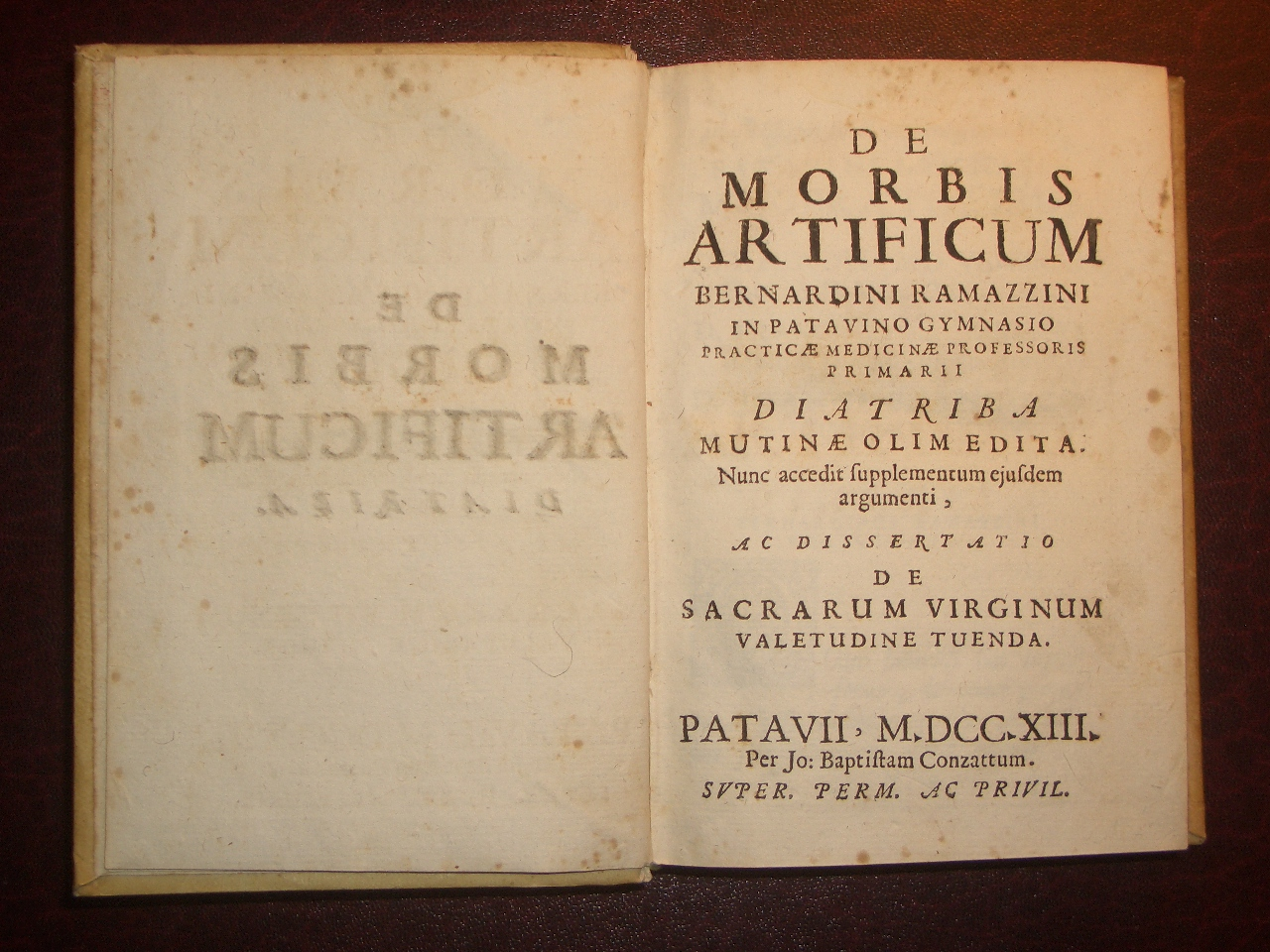
De Morbis Artificum Diatriba - Segunda edición (1713)

Bernardino Ramazzini (Carpi, 4 de octubre de 1633 – Padua, 5 de noviembre de 1714) fue un médico italiano, considerado el fundador de la medicina del trabajo. Sus estudios de las enfermedades profesionales y la promoción de medidas de protección para los trabajadores alentó el inicio de la seguridad industrial, y de las leyes de accidentes de trabajo. En 1700 escribió el primer libro importante sobre enfermedades profesionales e higiene industrial. Nació en un período tumultuoso de la historia europea; en Italia, el tribunal de la Inquisición acababa de prohibir las enseñanzas de Galileo Galilei y al norte de los Alpes, Europa era devastada por la Guerra de los Treinta Años.

## Biografía
Nació en el  Municipio de Carpi, Provincia de Módena, el 4 de octubre de 1633 (certificado de nacimiento y de bautismo) de Ramazzini era el hijo de Bartolomeo y Catarina Ramazzini. Recibió su primera educación de los jesuitas y, en 1652, ingresó en la Universidad de Parma. Después de estudiar filosofía durante tres años, comenzó los estudios de medicina en 1655. En 1659 le fue conferido el doctorado en filosofía y medicina en Parma.
Luego fue a Roma para continuar sus estudios con Antonio Maria Rossi (1588-1671), hijo de Girolamo Rossi, el médico del Papa Clemente VIII. Poco se sabe sobre los días de Ramazzini en Roma, pero se sabe que los conocimientos que adquirió de los comercios de esta ciudad fueron importantes para su posterior trabajo, De morbis Artificum Diatriba. Obtuvo la formación para ejercer como médico en Canino y Marta, en el Ducado de Castro, hacia 1663. Contrajo la malaria, lo que le obligó a volver a su ciudad natal. En 1665 se casó con Francesca Righi, con quien tuvo cuatro hijos. Practicó la medicina y participó de forma activa en la vida cultural de la ciudad como miembro de la Accademia degli Apparenti.
En 1671 se mudó a Módena, donde llegó a ser ayudante de Antonio Ferrarini, médico personal de Francesco II d’Este. En 1682 fue contratado como profesor de ‘Instituciones médicas y Teoría de la medicina’ en la refundada Universidad de Módena, donde permaneció un largo periodo de tiempo. En 1700 se trasladó a Padua, donde fue contratado como segundo profesor de ‘Práctica médica’ de la Universidad de Padua.
Su obra más conocida, De Morbis Artificum Diatriba (Discurso de las enfermedades de los artesanos o traducible también como Tratado Sobre Las Enfermedades Profesionales-o laborales-) se publicó en 1700 y constituye el primer estudio de las enfermedades relacionadas con los distintos oficios.

## La malaria
Respecto a la malaria, Ramazzini es el primero en apoyar el uso de la corteza de cinchona, rica en quinina.
Muchos falsamente dijeron que la quinina era tóxica e ineficaz, pero Ramazzini reconoció su importancia.
Citando que, " La Quinina hizo para la medicina lo qué la pólvora hizo para la guerra".

## Contribución

De morbis artificum diatriba, 1745

Su contribución más importante a la medicina fue su libro sobre enfermedades profesionales: De morbis artificum diatriba (Enfermedades de los trabajadores), publicado en 1700. En el cual ofrece un examen minucioso de los factores etiológicos de las afecciones propias de los distintos oficios que existían antes de la Revolución industrial en la sociedad estamental del antiguo régimen. Contiene conceptos de prevención para evitar o disminuir los efectos de la exposición a sustancias tóxicas.
Se le conoce por haber publicado estudios sobre la peste bovina y sobre el paludismo. Sin embargo, la historia de la medicina le atribuye haber sido el autor del primer tratado sistemático de lo que llamamos medicina laboral, hito de la investigación de los factores sociales que causan y configuran las enfermedades.
Su libro contorneó los peligros para la salud de productos químicos, polvo, los metales, los movimientos repetidores o violentos, las posturas impares, y otros agentes causativos de enfermedades, encontradas en los trabajadores de 52 ocupaciones (Ramazzini B, De morbis artificum diatriba, Mutinae, 1700).
Él propuso que los médicos extendieran la lista de preguntas que Hipócrates los recomendó preguntar a sus pacientes agregando (Ramazzini B, De morbis artificum diatriba, Mutinae, 1700).

" ¿Cuál es su ocupación?" (quam artem exerceat)

Se le conoce como el padre de la medicina ocupacional y de la higiene industrial.
La primera edición de De Morbis fue publicada en el año 1700 en Modena, la segunda edición se publicó en el año 1713 en Padua (Ramazzini B, De morbis artificum diatriba, Patavii, 1713).
Murió en Padua el 5 de noviembre de 1714 (certificado de defunción).